# الظبية (خليص)
الظبية قرية سعودية، تتبع محافظة خليص بمنطقة مكة المكرمة. تقع في شمال شرق مدينة جدة بمسافة نحو (125) كم.

## التاريخ
قرية الظبية هي إحدى قرى بني سليم ويسكنها تحديداً قبيلة الجباريت . تعتبر آخر ديار بني سليم من جهة الغرب وهي حد فاصل بين بني سليم وقبيلة حرب. كانت بها عيناً تسمى باسمها وكانت مشهورة بالنخيل والمزارع.بها حصن مشهور لقبيلة الجباريت.من أحياءها: الزبارة -الشلاله-محجوبه. ولد بهذه القرية شاعر المحاورات المشهور/ محمد بن شريف الجبرتي السلمي.